# ヒカリアレ
「ヒカリアレ」は日本のロックバンド、BURNOUT SYNDROMESのメジャー2枚目のシングル。2016年10月26日発売。発売元はEPICレコードジャパン。

## 概要
前作「FLY HIGH!!」より7ヵ月ぶりのシングル。前作同様初回生産限定盤と通常盤の2形態でのリリースとなっている。
ハイキュー!!アニメシリーズの主題歌を2期連続で同一アーティストが担当するのは初であった。

## 収録曲

### 初回生産限定盤
1. ヒカリアレ
『ハイキュー!! 烏野高校VS白鳥沢学園高校』オープニングテーマ[2]。PVには武田玲奈が出演している。
2. PIANOTUNE
3. ヒカリアレ (アニメバージョン)
4. ヒカリアレ (Instrumental)

### 通常盤
1. ヒカリアレ
2. PIANOTUNE